# جوسيب رامون بوش
جوسيب رامون بوش هو ناشط سياسي وشخصية أعمال وسياسي إسباني، ولد في 1963 في سانتبيدور في إسبانيا. نشط حزبياً في الحزب الشعبي (أغسطس 2019 – أغسطس 2019).

## مناصب
- انتخب كاتب عام Democratic League (Catalonia) [الإنجليزية]‏ (2019 – 2020).
- انتخب رئيس مجلس الإدارة Societat Civil Catalana [الإنجليزية]‏ (يناير 2019 – 16 يونيو 2019).
- انتخب رئيس مجلس الإدارة Fundación Joan Boscà  [لغات أخرى]‏ (2016 – ).
- انتخب نائب الرئيس Fundación Joan Boscà  [لغات أخرى]‏ (2014 – 2015).
- انتخب رئيس مجلس الإدارة Somatemps [الإنجليزية]‏ (2013 – ).
- انتخب رئيس مجلس الإدارة Societat Civil Catalana [الإنجليزية]‏ (2014 – سبتمبر 2015).